# Luis Suárez (1987)
Luis Alberto Suárez Díaz (Salto, 24 januari 1987) is een Uruguayaans voetballer die doorgaans als aanvaller speelt. Hij tekende op 22 december 2023 een eenjarig contract bij het Amerikaanse Inter Miami. Suárez debuteerde in 2007 in het Uruguayaans voetbalelftal.
FC Groningen haalde Suárez in de zomer van 2006 naar Nederland voor ongeveer 1,5 miljoen euro. Daarmee was hij op dat moment de duurste speler ooit aangekocht voor de noorderlingen. Bij FC Groningen groeide hij vrij snel uit tot een vaste waarde. Bij de play-offs in het seizoen 2006/2007 tegen FC Utrecht scoorde Suárez in twee wedstrijden drie keer. Na een seizoen bij FC Groningen forceerde Suárez door werkweigering en een verloren arbitragezaak vervolgens in de zomer van 2007 een transfer naar Ajax.
Suárez debuteerde als speler van FC Groningen begin 2007 voor het nationale team van Uruguay, waarbij hij vijf minuten voor tijd een rode kaart kreeg. De Uruguayaan had de reputatie een duikelaar te zijn, iemand die valt zonder dat er een overtreding in het spel is om zo te proberen de scheidsrechter te verleiden tot een beslissing in zijn voordeel. Mede doordat hij hier een aantal keer voor bestraft werd door de arbitrage, kreeg hij in het seizoen 2008/09 negen gele kaarten. Van alle Eredivisie-spelers verzamelde alleen FC Utrecht-verdediger Mihai Neşu er dat jaar meer (11).
Suárez is ook bekend vanwege het bijten van tegenstanders. Op 20 november 2010 beet hij de PSV'er Otman Bakkal in de nek. De KNVB schorste hem hierop zeven wedstrijden. Op 21 april 2013 was Chelsea-speler Branislav Ivanović het slachtoffer. Hij werd in de arm gebeten en de FA schorste Suárez tien wedstrijden. Tijdens het wereldkampioenschap voetbal 2014 in Brazilië beet Suárez Giorgio Chiellini in zijn schouder tijdens het duel Uruguay – Italië. Twee dagen later werd hij door de FIFA voor vier maanden geschorst en voor negen officiële wedstrijden van de Uruguayaanse ploeg, waardoor hij de rest van het toernooi moest missen.
Zijn oudere broer Paolo was eveneens profvoetballer.

## Clubcarrière

### Nacional
In Uruguay speelde Suárez voor Nacional, waar hij de jeugdopleiding doorliep om vervolgens te debuteren in het eerste elftal. In zijn debuutseizoen speelde hij meteen 27 wedstrijden en scoorde hierin tien keer.

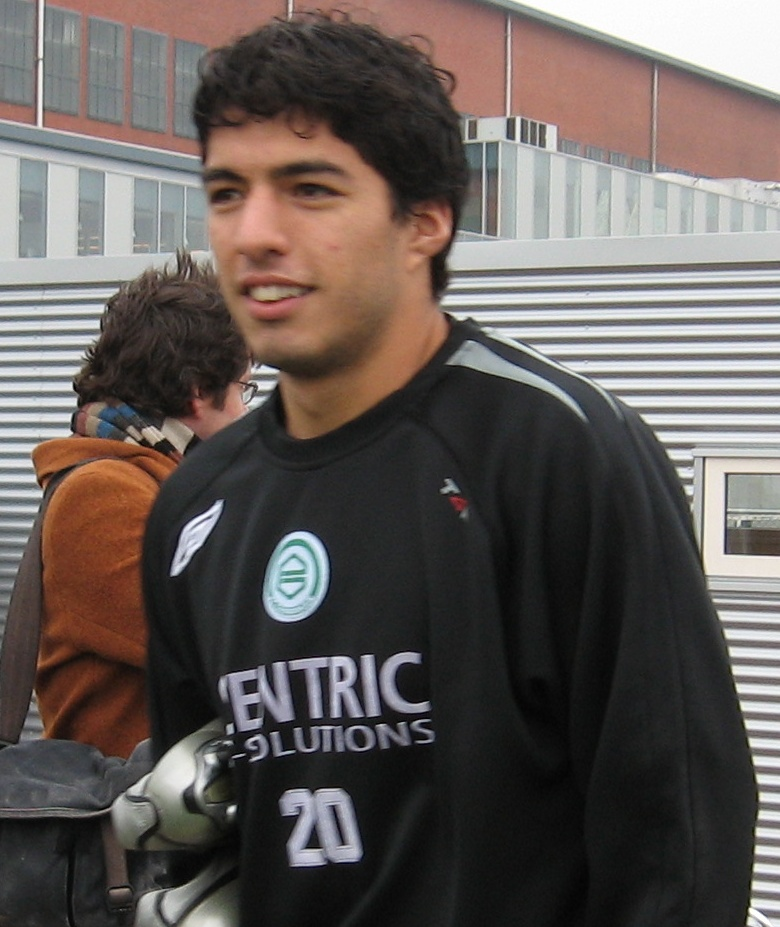
Suárez bij FC Groningen.

### FC Groningen
In 2006 contracteerde FC Groningen Suárez. Zij betaalden een transfersom van € 1.580.000 aan CD Nacional. Suárez maakte zich snel geliefd bij de supporters van FC Groningen. Hij viel wekelijks op door zijn goede prestaties. Voor Groningen speelde hij 29 competitiewedstrijden, waarin hij tien keer scoorde. In totaal scoorde Suárez 15 keer in 37 officiële wedstrijden voor FC Groningen.

### Ajax

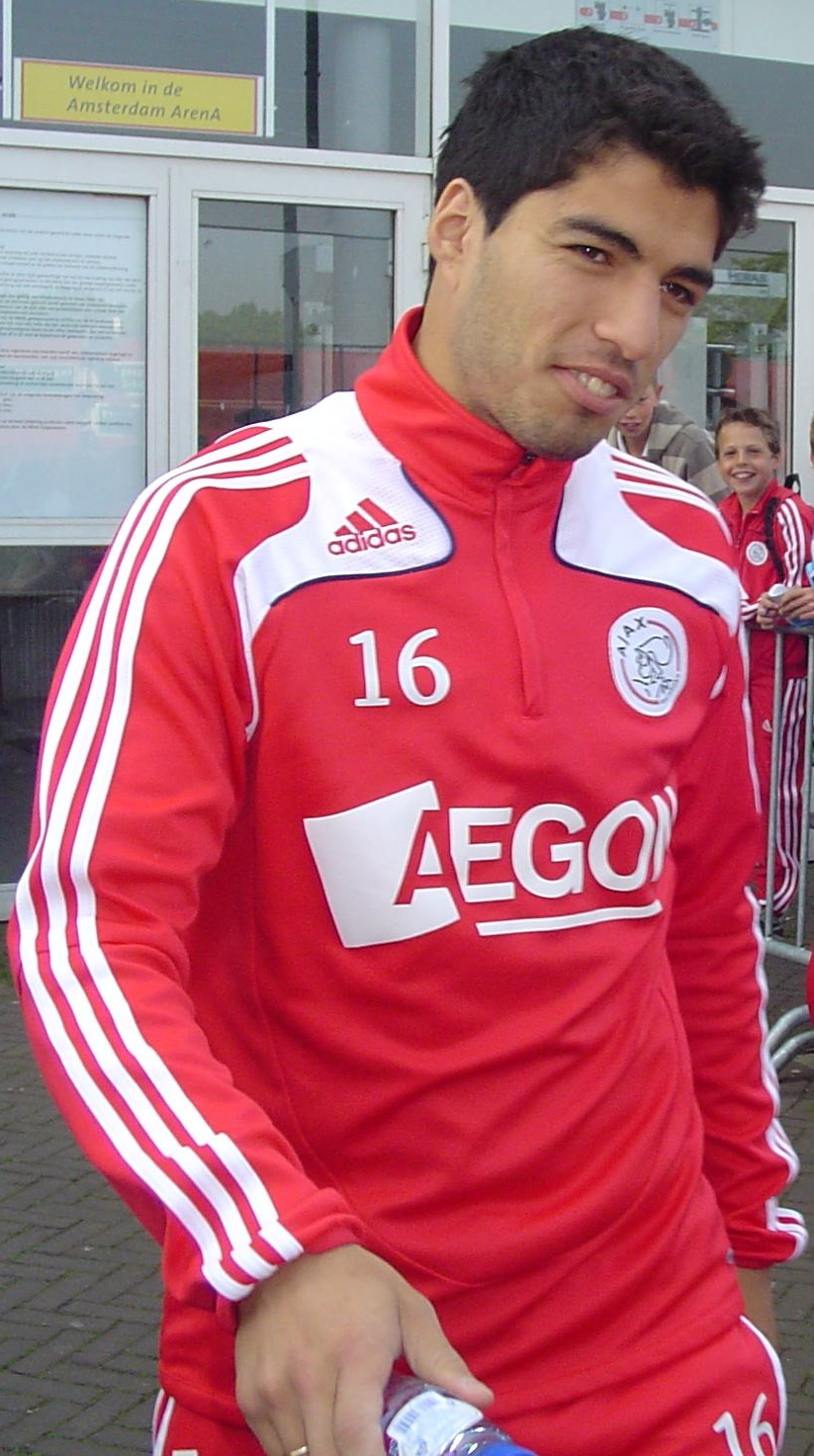
Suárez bij Ajax.

Na het vertrek van Ryan Babel bij Ajax wilden de Amsterdammers Luis Suárez overnemen van FC Groningen. FC Groningen wilde Suárez echter niet kwijt, waarna hij via een arbitragezaak probeerde een transfer te forceren.
Suárez zou volgens zijn advocaat zowel sportieve als financiële verbetering bewerkstelligen, wanneer hij naar Ajax kon. Volgens de algemeen directeur van FC Groningen, Hans Nijland, zou Súarez door Ajax aangezet zijn tot de arbitragezaak. Volgens Nijland zou de Uruguayaan niet eens weten wat een arbitragezaak is. Ajax zou 3,5 miljoen euro voor Suárez over hebben.
Suárez trok de arbitragezaak in toen de clubs opnieuw in onderhandeling gingen.
Bij dit nieuwe gesprek verwierp FC Groningen een bod van 6,5 miljoen euro, waarop de club liet weten dat ze Suárez niet zouden laten vertrekken voor minder dan 9,5 miljoen euro. Hierop spande Suárez alsnog een arbitragezaak aan die diende op maandag 6 augustus 2007. In de nacht van 8 op 9 augustus 2007 kwam de arbitragecommissie tot de conclusie dat Suárez aan zijn contract gehouden diende te worden, vanwege een te geringe verbetering. Dezelfde dag kwamen FC Groningen en Ajax alsnog tot een akkoord. De Amsterdammers betaalden rond de 8 miljoen euro voor de Uruguayaan, dat met zijn prestaties bij Ajax nog zou kunnen oplopen.

#### Seizoen 2007/08
In zijn beginperiode bij Ajax viel Suárez op door zijn assists en doelpunten, maar ook door zijn neiging om snel een schwalbe te maken in het strafschopgebied. In zijn eerste wedstrijd voor Ajax, de met 0-1 verloren thuiswedstrijd in de voorrondes van de Champions League tegen Slavia Praag, veroverde Suárez in de tweede helft zijn eerste strafschop door te gaan liggen na een lichte ruk aan het shirt van een verdediger. Klaas-Jan Huntelaar miste vervolgens de strafschop, nadat Suárez en hij al eerder in de wedstrijd vele kansen lieten liggen. Doordat Ajax in de return tegen Slavia Praag ook niet wist te winnen, ondanks een doelpunt van Suárez, speelde Suárez in het seizoen 2007/08 geen Champions League. Zowel Ajax als FC Groningen speelden in de UEFA Cup. Tot overmaat van ramp werd Ajax in de eerste ronde van de UEFA Cup meteen uitgeschakeld door Dinamo Zagreb waardoor Ajax in september al was uitgeschakeld in Europa.
Na zijn turbulente beginperiode bij Ajax met veel media-aandacht om zijn schwalbes en doelpunten, vervolgde Suárez zijn seizoen teleurstellend in november en december. Op 11 november 2007 speelde Ajax in De Kuip de Klassieker tegen Feyenoord. Na een aanvaring met teamgenoot Albert Luque, waarbij de Spanjaard Suárez schopte toen hij voorbij liep, hadden de twee een woordenwisseling waarna interim-trainer Adrie Koster beide spelers wisselde. Ajax speelde in de maanden november en december driemaal gelijk en verloor tweemaal. Ajax kwam in de competitie nog wel terug, maar het was niet genoeg om kampioen te worden en Ajax eindigde tweede, op drie punten achterstand van kampioen PSV Eindhoven. Ajax verloor vervolgens in de finale van de play-offs van FC Twente waardoor het voor het volgende seizoen wederom UEFA Cup moest spelen. Suarez maakte dit seizoen ook zijn eerste competitie hattrick voor Ajax.

#### Seizoen 2008/09
Het seizoen 2008/09 startte voor Suárez met de komst van de nieuwe trainer Marco van Basten, medevleugelspeler Miralem Sulejmani, centrumspits Darío Cvitanich, middenvelders Ismaïl Aissati en Evander Sno, verdediger Oleguer. Ondanks geruchten vertrok de inmiddels aanvoerder geworden Klaas-Jan Huntelaar niet en werd beoogd om te spelen met Sulejmani, Huntelaar en Suárez in de voorhoede, met daarachter spelverdeler Aissati. Aissati, Cvitanich en Sulejmani raakten echter snel geblesseerd en Huntelaar kampte met een vormcrisis waardoor Suárez al snel opstond als de nieuwe smaakmaker van het Ajax-elftal. Ondanks zijn goede spel werd Suárez toch ook weer bekritiseerd om zijn schwalbes wat hem ook een schorsing kostte en kritiek van trainer Van Basten. Ondanks de kritiek bleef Suárez zowel scoren als vallen, ook noodgedwongen op de spitspositie omdat Huntelaar geblesseerd raakte en eruit zou liggen tot minstens 2009. Ondanks het tegenvallende spel van Ajax, bleef er gewonnen worden, niet zelden doordat Suárez beslissend was. In de decembermaand van 2008 werd bekend dat Huntelaar ging vertrekken naar Real Madrid en dat Cvitanich was hersteld. De combinatie Cvitanich, (de inmiddels herstelde) Sulejmani en Suárez scoort vervolgens in de eerste vier wedstrijden samen gezamenlijk elf keer, met als uitschieter een 0-6 overwinning in De Vijverberg tegen De Graafschap. Suárez ging de winterstop in als belangrijkste speler van Ajax met tien goals en tien assists, waarmee hij betrokken is bij bijna de helft van alle 41 Ajax doelpunten in de eerste seizoenshelft. In de eerste maand na winterstop klapte Ajax in en verloor 3 van de 4 wedstrijden waardoor het in een klap niet meer meedeed om de titel. Tot aan het einde van het seizoen bleef Suárez zeer belangrijk voor Ajax. In dit seizoen maakte Suarez in de competitie zijn tweede hattrick.

#### Seizoen 2009/10

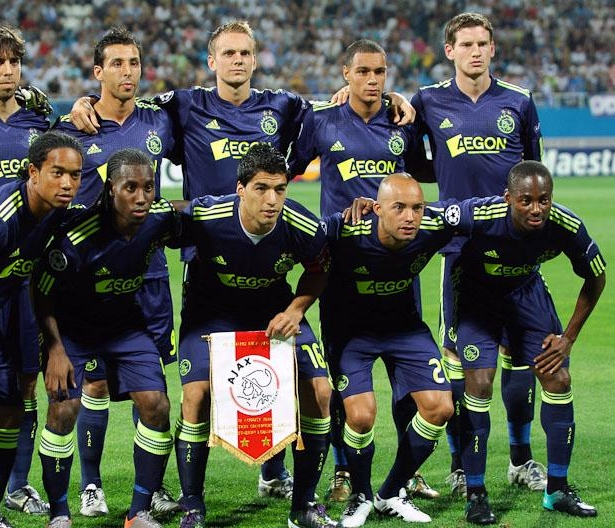
Suárez als Ajax-aanvoerder.

De nieuwe coach Martin Jol maakte Suárez in 2009/10 aanvoerder van het elftal en Ajax waardeerde zijn contract op. In de eerste vier officiële duels van het seizoen maakte de Zuid-Amerikaan negen doelpunten, waarvan vijf in drie eredivisieduels en vier in één Europa League-wedstrijd. Er staken geruchten de kop op dat Suárez in de winterstop mogelijk zou vertrekken naar FC Barcelona, wat Suárez eerder al zijn droomclub genoemd had. Nieuwe Ajax-directeur Rik van den Boog zei in het Algemeen Dagblad "De technische staf bepaalt dat uiteindelijk, maar bij een extreem bod valt er natuurlijk te praten. Ook als dat voor Luis zelf een extreem goed bod is." In 'de klassieker' tegen Feyenoord op 1 november 2009 maakte Suárez zijn eerste goal tegen Feyenoord, tevens zijn zestiende in totaal dat seizoen na twaalf competitierondes . In het jaar 2009 maakte hij de meeste goals, gemeten over alle competities, van alle spelers in Europa. In januari 2010 verlengde hij zijn contract bij Ajax. Hij eindigde het seizoen met 35 competitietreffers en evenaarde daarmee Mateja Kežman als meest productieve buitenlander in de eredivisie ooit, gemeten over één seizoen. Suarez scoorde in de eredivisie onder andere twee hattricks en hij scoorde twee keer 4 doelpunten.

#### Seizoen 2010/11 (eerste helft)
Het seizoen 2010/2011 begon voor Suarez met een directe rode kaart in de eerst helft van het duel om de Johan Cruijff Schaal tegen FC Twente, gegeven door Arbiter Kevin Blom. Ajax verloor de wedstrijd met 0-1 en Suarez werd voor twee competitiewedstrijden plus één voorwaardelijk geschorst. Hij mocht wel spelen in de derde voorronde van de Champions League, waarin hij tegen PAOK Saloniki in zowel de heen- als de terugwedstrijd één keer scoorde. Suárez' eerste competitiedoelpunt volgde in de derde speelronde tegen Roda JC, waarin hij de 2-0 maakte (uitslag 3-0). In de vierde voorronde van de Champions League was hij eveneens belangrijk. In de return maakte hij de openingstreffer, tegen Dinamo Kiev, en was daarmee mede verantwoordelijk voor de plaatsing van Ajax in het hoofdtoernooi van de Champions League. Tijdens Ajax-PSV (0-0) op 20 november 2010 beet Suarez Otman Bakkal in de nek/schouder, maar dit bleef onbestraft door scheidsrechter Björn Kuipers, die verklaarde het niet gezien te hebben. De club schorste de aanvaller voor de eerstvolgende twee competitiewedstrijden en legde een geldboete op. De KNVB heeft Suarez, naar aanleiding van het bijtincident en de voorwaardelijke straf opgelegd na het incident tijdens de Johan Cruijff Schaal 2010, een schorsing opgelegd van zeven duels. De dader bood op 4 december op zijn eigen website zijn excuses aan voor het bijt-incident. Hij gaf in zijn videoboodschap aan bewust te zijn van zijn 'foute beslissing'. "Op zo'n moment voel je alleen je hart bonken en denk je niet na over wat je gaat doen. Maar daarna voel je je alleen maar slecht."
Tijdens de winterstop wordt Suarez in verband gebracht met onder andere Arsenal, Real Madrid en Fulham. Arsenal zou geen geld hebben om Suarez over te nemen van Ajax. Als Arsenal echt een bod op Suarez wil doen, moet of Nicklas Bendtner of Robin van Persie vertrekken. Real Madrid zou 21 miljoen willen betalen voor Suarez. Eind januari 2011, vlak voor het verstrijken van de transfer deadline, is Ajax lang in onderhandeling met Liverpool, waarbij de Engelsen meerdere keren een bod uitbrengen. Toen Ajax aan het einde van het seizoen de landstitel won, heeft Suarez, ondanks dat hij toen al een halfjaar voor Liverpool speelde, alsnog de medaille in ontvangst mogen nemen. Officieel werd hij nooit kampioen met Ajax.

### Liverpool

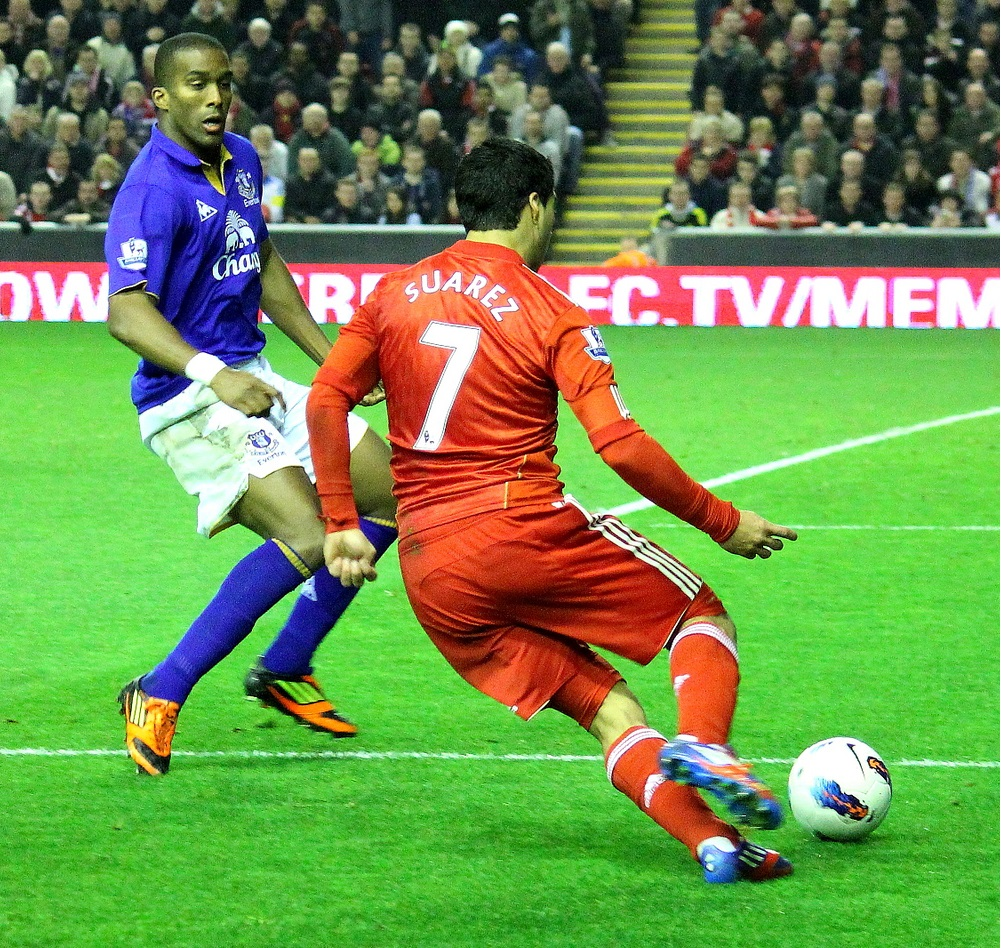
Suárez voor Liverpool.

Op 28 januari 2011 bereikten Ajax en Liverpool een akkoord over een transfer van de Uruguayaan naar de Premier League. De Amsterdammers ontvingen een bedrag van 25 miljoen euro, dat kon oplopen tot 26,5 miljoen euro. Suarez speelde zijn laatste wedstrijd voor Ajax tegen Galatasaray (0-0). Op 30 januari werd de overstap van Suárez afgerond en bekendgemaakt dat hij een contract had getekend voor vijfenhalf jaar en in die periode rond de 23 miljoen euro zou gaan verdienen.
Suárez was meteen speelgerechtigd bij Liverpool. In een thuisduel met Stoke City op 2 februari 2011 maakte hij na 60 minuten spelen zijn debuut en vervolgens zijn eerste doelpunt. In het seizoen erop werd Suárez medio oktober beschuldigd van racisme jegens Patrice Evra in een wedstrijd tegen Manchester United (1-1). Ondanks zijn ontkenning besloot de FA in december om hem voor acht wedstrijden te schorsen. Toen de ploegen daarna wederom tegenover elkaar stonden, weigerde Suarez de hand van Evra te schudden. Hierdoor ontstond commotie, mede omdat ploeggenoot van Evra, Rio Ferdinand, daarop besloot Suarez geen hand te geven. Op zaterdag 28 april 2012 scoorde Suárez zijn eerste hattrick in dienst van Liverpool, tegen Norwich City. Op 21 april 2013 was Suárez opnieuw betrokken bij een bijtincident. Ditmaal beet hij Chelsea-verdediger Branislav Ivanović in zijn arm. Liverpool zou hem een boete hebben opgelegd van twee weken salaris. Op 30 maart 2014 scoorde Suárez thuis tegen Tottenham Hotspur zijn 29e doelpunt van het seizoen in de Premier League. Met dit doelpunt brak hij het record van Robbie Fowler die in 1995/96 de meeste doelpunten (28) in één Premier League-seizoen voor Liverpool had gescoord. Door zijn prestaties in het seizoen 2013/14 werd Suárez op 28 april 2014 verkozen tot PFA Speler van het jaar. Ook werd hij voor het tweede jaar op rij opgenomen in het PFA Team van het jaar.

### FC Barcelona

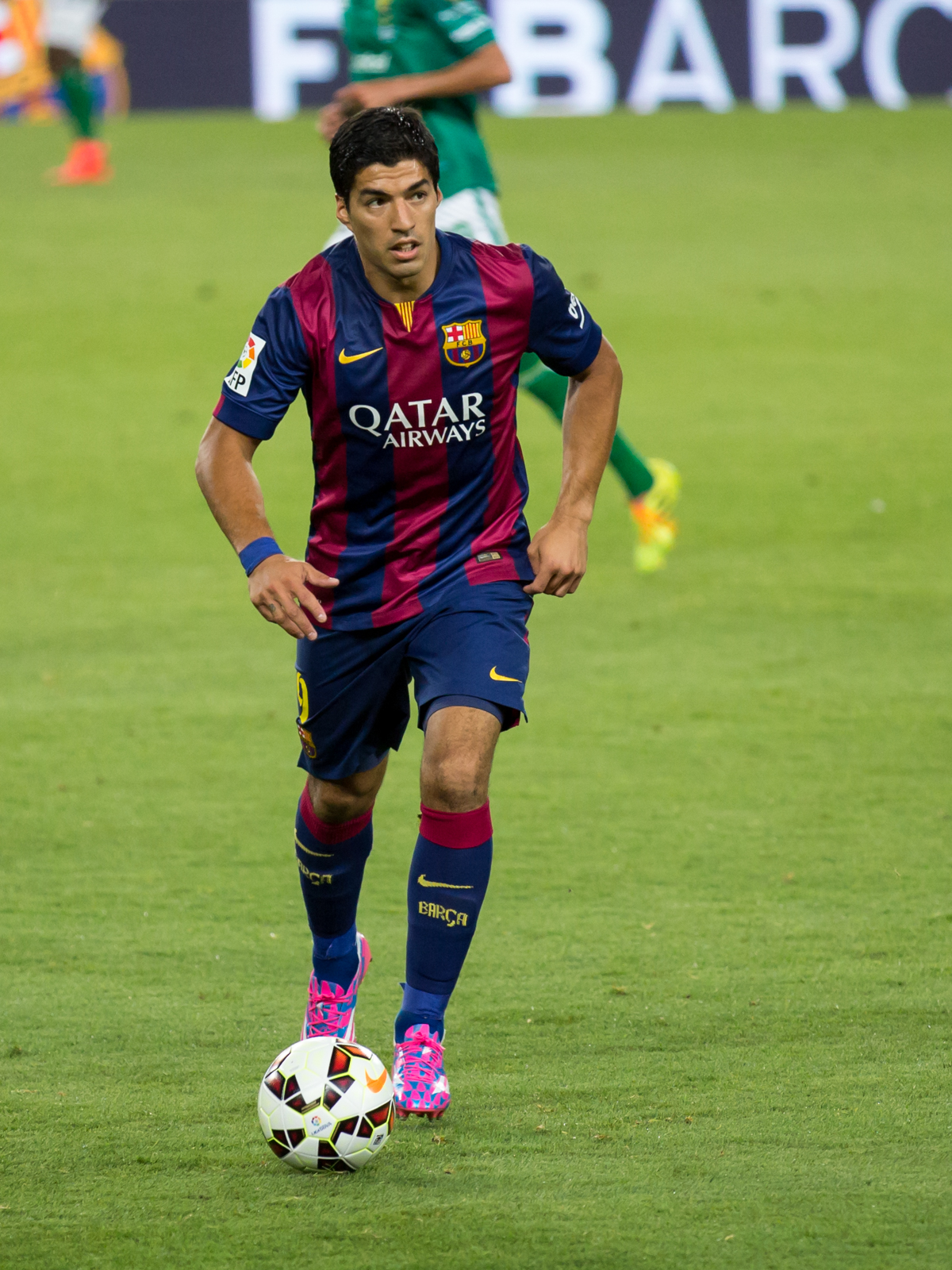
Suárez voor FC Barcelona.

Na de uitschakeling van Uruguay op het WK voetbal werd bekend dat Suárez vanaf het seizoen 2014/2015 voor FC Barcelona ging spelen, mits de medische keuring goed verloopt. Voor een bedrag van naar verluidt 81 miljoen euro stapte hij over. Door de schorsing die hij op het WK opliep, kon hij tot eind oktober wel trainen, maar niet spelen voor zijn nieuwe club. Na vier maanden geschorst te zijn geweest, maakte Suárez op 25 oktober 2014 tijdens El Clásico in het Estadio Santiago Bernabéu zijn officiële debuut voor FC Barcelona. Suárez, die begon in de basisopstelling, gaf in de vierde minuut een assist op Neymar die de score voor FC Barcelona opende. Real Madrid wist El Clásico met 3-1 te winnen door doelpunten van Cristiano Ronaldo, Pepe en Karim Benzema. Suárez werd na ruim 60 minuten vervangen door Pedro. Zijn Europese debuut maakte Suárez op 5 november 2014 in een UEFA Champions League-wedstrijd uit tegen zijn oude werkgever Ajax (2-0 winst). Zijn eerste officiële doelpunt scoorde Suárez op 25 november 2014, in een UEFA Champions League-wedstrijd uit tegen APOEL Nicosia die met 4-0 werd gewonnen. Op 22 maart 2015 was Suárez matchwinner in de El Clásico tegen Real Madrid. Door zijn treffer in de 52e minuut wist Barcelona de wedstrijd in Camp Nou met 2-1 te winnen. Met Barça werd Suárez kampioen van Spanje. Hij moest de kampioenswedstrijd op 17 mei 2015 tegen Atlético Madrid die met 1-0 werd gewonnen wegens een blessure aan zich voorbij laten gaan. Voor Suárez betekende dit zijn tweede landstitel, na de eerste die hij in 2006 behaalde met Nacional. Ook wist hij twee weken later beslag te leggen op de Copa del Rey. Op 6 juni 2015 verzekerde hij zich voor het eerst in zijn carrière van de treble door met Barcelona de Champions League te winnen. In de finale werd Juventus met 3-1 verslagen; Suárez was na ruim een uur spelen verantwoordelijk voor de 2-1. Dit was tevens het eerste Europese toernooi wat hij wist te winnen.
Op 11 augustus 2015 won hij zijn vierde prijs met Barcelona datzelfde kalenderjaar door Sevilla met 5-4 te verslaan in de wedstrijd om de UEFA Super Cup. Suárez was in deze wedstrijd eenmaal trefzeker. Met zijn tweede hattrick voor Barcelona zorgde hij op 25 oktober 2015 voor een 3-1 winst op SD Eibar. Barcelona kwam in die wedstrijd na tien minuten op een 1-0 achterstand. Door de Champions League winst in het seizoen 2014/15 mocht Suárez met Barcelona deelnemen aan het Wereldkampioenschap voetbal voor clubs 2015 in Japan. Barcelona stroomde in de halve finale in waarin het op 17 december 2015 uitkwam tegen het Chinese Guangzhou Evergrande. Suárez maakte in deze wedstrijd een hattrick waarmee Barça zich plaatste voor de finale. In de finale won Barcelona met 3-0 van het Argentijnse River Plate. Suarez was in deze finale tweemaal trefzeker waarmee hij zijn vijfde prijs won met Barcelona. Ook werd hij met 5 doelpunten topscorer van het toernooi.
Op 17 mei 2016 werd hij op de laatste speeldag van het seizoen opnieuw kampioen met Barcelona. Door een 3-0 overwinning op Granada bleef hij met Barcelona één punt voor op nummer twee Real Madrid. In het kampioensduel was Suárez met drie doelpunten de gevierde man. Hiermee eindigde hij op 40 doelpunten in 35 wedstrijden waarmee hij de topscorerstitel in Spanje pakte. Hij maakte vijf doelpunten meer dan Cristiano Ronaldo. Ook pakte hij voor de tweede keer de Europese Gouden Schoen als topschutter van Europa.

### Atlético Madrid
Op 23 september 2020 tekende Suaréz een tweejarig contract bij Atlético Madrid. Met de overgang was naar verluidt 6 miljoen euro gemoeid. In zijn eerste competitiewedstrijd voor Atlético op 27 september 2020 scoorde Suárez twee doelpunten in de met 6-1 gewonnen thuiswedstrijd tegen Granada. Op 16 november 2020 werd Suárez positief getest op corona. Op 22 mei 2021 veroverde Suárez met Atlético op de laatste speeldag het Spaanse landskampioenschap. Hij sloot het seizoen af als clubtopscorer met 21 doelpunten.

### Nacional
Suárez tekende op 27 juli 2022 transfervrij een eenjarig contract bij Nacional, de club waar hij zijn voetballoopbaan begon.

### Grêmio
Suárez tekende op 31 december 2022 een tweejarig contract bij Grêmio. Op 17 januari 2023 maakte Suárez in de Recopa Gaúcha tegen São Luiz zijn debuut voor Grêmio, waarin hij een hattrick scoorde en de wedstrijd met 4-1 werd gewonnen.
Ook scoorde hij direct in de eerste twee competitie wedstrijden met Gremio.
Inter Miami
Suárez verliet Grêmio door op 22 december 2023 bij MLS-club Inter Miami een contract van 1 jaar te tekenen. Hij speelde sinds december weer met Jordi Alba, Sergio Busquets en Lionel Messi, ex-teamgenoten van FC Barcelona. Suárez z'n eerste doelpunt voor Inter Miami was op 29 januari 2024 in een vriendschappelijke wedstrijd tegen Al Hilal. Zijn contract werd aan het eind van 2024 voor nog een jaar verlengd.

## Clubstatistieken
| Seizoen | Club            | Competitie       | Competitie | Competitie | Competitie | Beker | Beker | Beker | Internationaal | Internationaal | Internationaal | Totaal | Totaal | Totaal |
| Seizoen | Club            | Competitie       | Wed.       | Dlp.       | Ass.       | Wed.  | Dlp.  | Ass.  | Wed.           | Dlp.           | Ass.           | Wed.   | Dlp.   | Ass.   |
| ------- | --------------- | ---------------- | ---------- | ---------- | ---------- | ----- | ----- | ----- | -------------- | -------------- | -------------- | ------ | ------ | ------ |
| 2005/06 | Nacional        | Primera División | 27         | 10         | 0          | 0     | 0     | 0     | 4              | 0              | 0              | 31     | 12     | 0      |
| 2006/07 | FC Groningen    | Eredivisie       | 33         | 13         | 7          | 2     | 1     | 0     | 2              | 1              | 0              | 37     | 15     | 7      |
| 2007/08 | Ajax            | Eredivisie       | 37         | 19         | 14         | 3     | 2     | 0     | 4              | 1              | 0              | 44     | 22     | 14     |
| 2008/09 | Ajax            | Eredivisie       | 31         | 22         | 15         | 2     | 1     | 1     | 10             | 5              | 3              | 43     | 28     | 19     |
| 2009/10 | Ajax            | Eredivisie       | 33         | 35         | 17         | 6     | 8     | 3     | 9              | 6              | 4              | 48     | 49     | 24     |
| 2010/11 | Ajax            | Eredivisie       | 13         | 7          | 7          | 2     | 1     | 0     | 9              | 4              | 4              | 24     | 12     | 11     |
| 2010/11 | Liverpool FC    | Premier League   | 13         | 4          | 5          | 0     | 0     | 0     | —              | —              | —              | 13     | 4      | 5      |
| 2011/12 | Liverpool FC    | Premier League   | 31         | 11         | 6          | 8     | 6     | 3     | —              | —              | —              | 39     | 17     | 9      |
| 2012/13 | Liverpool FC    | Premier League   | 33         | 23         | 11         | 3     | 3     | 0     | 8              | 4              | 2              | 44     | 30     | 13     |
| 2013/14 | Liverpool FC    | Premier League   | 33         | 31         | 12         | 4     | 0     | 2     | —              | —              | —              | 37     | 31     | 19     |
| 2014/15 | FC Barcelona    | Primera División | 27         | 16         | 22         | 6     | 2     | 4     | 10             | 7              | 3              | 43     | 25     | 29     |
| 2015/16 | FC Barcelona    | Primera División | 35         | 40         | 18         | 6     | 5     | 1     | 12             | 8              | 3              | 53     | 59     | 24     |
| 2016/17 | FC Barcelona    | Primera División | 35         | 28         | 18         | 7     | 5     | 1     | 9              | 3              | 5              | 51     | 33     | 24     |
| 2017/18 | FC Barcelona    | Primera División | 33         | 25         | 21         | 8     | 5     | 3     | 10             | 1              | 4              | 51     | 31     | 28     |
| 2018/19 | FC Barcelona    | Primera División | 33         | 19         | 10         | 6     | 3     | 1     | 10             | 4              | 5              | 49     | 26     | 16     |
| 2019/20 | FC Barcelona    | Primera División | 28         | 16         | 8          | 1     | 0     | 1     | 7              | 5              | 3              | 36     | 21     | 12     |
| 2020/21 | Atlético Madrid | Primera División | 32         | 21         | 3          | 0     | 0     | 0     | 6              | 0              | 0              | 38     | 21     | 3      |
| 2021/22 | Atlético Madrid | Primera División | 35         | 11         | 3          | 3     | 1     | 0     | 7              | 1              | 0              | 45     | 13     | 3      |
| 2022    | Nacional        | Primera División | 14         | 8          | 3          | 0     | 0     | 0     | 2              | 0              | 0              | 16     | 8      | 3      |
| 2023    | Grêmio          | Série A          | 45         | 24         | 14         | 8     | 2     | 3     | —              | —              | —              | 53     | 26     | 17     |
| 2024    | Inter Miami     | MLS              | 16         | 12         | 5          | 4     | 2     | 2     | —              | —              | —              | 20     | 14     | 7      |
| TOTAAL  | TOTAAL          | TOTAAL           | 617        | 397        | 205        | 79    | 47    | 29    | 119            | 47             | 35             | 815    | 491    | 269    |

## Interlandcarrière

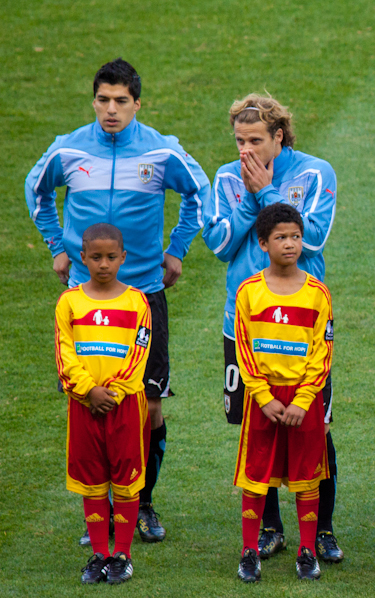
Suárez (links) en Forlán op het wereldkampioenschap voetbal 2010

Suárez maakte op 8 februari 2007 zijn debuut in het Uruguayaans voetbalelftal, in een met 3-1 gewonnen wedstrijd tegen Colombia. In deze wedstrijd kreeg hij in de 85e minuut een tweede gele kaart en moest hij het veld verlaten. Sindsdien heeft hij continu deel uitgemaakt van het Uruguayaans voetbalelftal, waarmee hij zich kwalificeerde voor het wereldkampioenschap voetbal 2010. Hij startte vanuit de basis in de eerste vier wedstrijden van deze kwalificatiereeks en scoorde twee keer in vier wedstrijden, tegen het Boliviaans voetbalelftal en het Chileens voetbalelftal. Samen met Diego Forlán vormt hij een succesvol aanvalsduo.
Op 1 juni 2010 maakte de Uruguayaanse bondscoach Oscar Tabárez bekend dat Suárez deel uitmaakte van de 23-tallige selectie voor het wereldkampioenschap voetbal 2010.
Suárez startte in alle groepswedstrijden in de basis en scoorde zijn eerste WK-doelpunt op 22 juni tegen het Mexicaans voetbalelftal en hielp Uruguay daarmee aan de zege in groep A. Op 26 juni 2010 maakte Suárez in de achtste finales twee doelpunten tegen Zuid-Korea waardoor Uruguay met 2-1 won en voor het eerst sinds 1970 doorstootte tot de kwartfinale van een wereldkampioenschap. Op 2 juli 2010 speelde Uruguay de kwartfinale tegen het enige overgebleven land van het Afrikaanse continent, Ghana. In deze wedstrijd was Luis Suárez van doorslaggevende betekenis. Bij een stand van 1-1 in de laatste minuut van de verlenging sloeg Suárez een trefzekere kopbal van Ghana met twee handen van de doellijn, waarna hij mocht vertrekken met een direct gegeven rode kaart. De hierop volgende strafschop werd gemist door Asamoah Gyan. In de strafschoppenreeks bleek Uruguay uiteindelijk beter dan Ghana: het eindigde de reeks met 4-2, waardoor de halve finale op 6 juli tegen Nederland werd bereikt. Hierin mocht Suárez niet meespelen vanwege zijn rode kaart tijdens de vorige wedstrijd. Uruguay verloor deze halve finale met 2-3.
Op 8 juni 2011 won Suárez met het Uruguayaanse elftal de Copa Confraternidad. Het Nederlands elftal was de tegenstander voor de Copa en tevens de tegenstander voor een vriendschappelijke interland. Het vriendschappelijke potje eindigde met een 1-1 stand, dus moesten er penalty's genomen worden. Suárez deed hier niet aan mee, hij was in de 89ste minuut gewisseld.
Suárez maakte deel uit van het team dat in 2011 de Copa América won. De eerste groepswedstrijd eindigde in een gelijkspel. Suárez redde Uruguay door de 1-1 te maken. Uruguay eindigde uiteindelijk op de tweede plaats in de groep waarmee het zich plaatste voor de kwartfinale. In die ronde speelde het tegen gastland Argentinië. Via de strafschoppenserie, waarin Suárez de tweede strafschop voor zijn land nam en scoorde, werd de halve finale bereikt. Tegen Peru scoorde Suárez de enige twee doelpunten van de wedstrijd en werd de finale gehaald. Suárez scoorde in de finale tegen Paraguay het eerste doelpunt van de wedstrijd die een 3-0-eindstand kende.
Suárez nam met het Uruguayaans olympisch voetbalelftal onder leiding van bondscoach Óscar Tabárez deel aan de Olympische Spelen van 2012 in Londen. Hij was aanvoerder en een van de drie dispensatiespelers in de selectie.
Incident op het WK 2014
Op het wereldkampioenschap voetbal 2014 in Brazilië beet hij in de wedstrijd tegen Italië opnieuw een andere voetballer, de Italiaanse verdediger Giorgio Chiellini. De scheidsrechter had geen zicht op het incident. Na afloop van de wedstrijd verklaarde Suárez dat hij tegen de schouder van Chiellini botste en dat 'dat soort dingen nu eenmaal gebeuren in het strafschopgebied'. Bondscoach Tabárez weet de wereldwijde ophef over het incident aan de Britse en Italiaanse media, die het op zijn sterspeler gemunt zouden hebben. Op 26 juni 2014, twee dagen na de wedstrijd, besloot de FIFA hem op basis van videobeelden te schorsen. Hij moest negen officiële wedstrijden van de Uruguayaanse ploeg missen en kreeg een stadionverbod voor de wedstrijden die Uruguay op het WK speelde. Daarnaast mocht hij vier maanden lang niet meer spelen, inclusief clubwedstrijden, waardoor hij in totaal ongeveer twintig wedstrijden miste. Hij kreeg daarop een boete van 100.000 Zwitserse frank (82.000 euro) opgelegd.
Suárez maakte eveneens deel uit van de Uruguayaanse selectie die deelnam aan de WK-eindronde 2018 in Rusland. La Celeste behaalde drie zeges op rij in groep A, waarna de ploeg van Tabárez in de achtste finales afrekende met regerend Europees kampioen Portugal (2–1) door twee treffers van aanvaller Edinson Cavani. Zonder diens inbreng (kuitblessure) verloor Uruguay vervolgens in de kwartfinale met 2–0 van de latere wereldkampioen Frankrijk. Suárez kwam in alle vijf de duels in actie voor zijn vaderland, en scoorde twee keer in de groepsfase.
WK 2022
Tijdens het WK 2022 in Qatar eindigden Suárez en zijn ploeggenoten in de groepsfase. Zelf speelde hij alle drie de groepswedstrijden en maakte hij een assist tegen Ghana. Deze wedstrijd betekende zijn laatste WK-optreden.
| Interlands van Luis Suárez voor Uruguay | Interlands van Luis Suárez voor Uruguay | Interlands van Luis Suárez voor Uruguay | Interlands van Luis Suárez voor Uruguay | Interlands van Luis Suárez voor Uruguay | Interlands van Luis Suárez voor Uruguay |
| No.                                     | Datum                                   | Wedstrijd                               | Uitslag                                 | Competitie                              | Doelpunten                              |
| Als speler bij FC Groningen             | Als speler bij FC Groningen             | Als speler bij FC Groningen             | Als speler bij FC Groningen             | Als speler bij FC Groningen             | Als speler bij FC Groningen             |
| --------------------------------------- | --------------------------------------- | --------------------------------------- | --------------------------------------- | --------------------------------------- | --------------------------------------- |
| 1.                                      | 7 februari 2007                         | Colombia – Uruguay                      | 1 – 3                                   | Vriendschappelijk                       |                                         |
| Als speler bij Ajax                     |                                         |                                         |                                         |                                         |                                         |
| 2.                                      | 12 september 2007                       | Zuid-Afrika – Uruguay                   | 0 – 0                                   | Vriendschappelijk                       |                                         |
| 3.                                      | 13 oktober 2007                         | Uruguay – Bolivia                       | 5 – 0                                   | Kwalificatie WK 2010                    | 4'                                      |
| 4.                                      | 17 oktober 2007                         | Paraguay – Uruguay                      | 1 – 0                                   | Kwalificatie WK 2010                    |                                         |
| 5.                                      | 18 november 2007                        | Uruguay – Chili                         | 2 – 2                                   | Kwalificatie WK 2010                    | 42'                                     |
| 6.                                      | 21 november 2007                        | Brazilië – Uruguay                      | 2 – 1                                   | Kwalificatie WK 2010                    |                                         |
| 7.                                      | 6 februari 2008                         | Uruguay – Colombia                      | 2 – 2                                   | Vriendschappelijk                       | 86'                                     |
| 8.                                      | 25 mei 2008                             | Turkije – Uruguay                       | 2 – 3                                   | Vriendschappelijk                       | 31', 78'                                |
| 9.                                      | 28 mei 2008                             | Noorwegen – Uruguay                     | 2 – 2                                   | Vriendschappelijk                       | 44'                                     |
| 10.                                     | 14 juni 2008                            | Uruguay – Venezuela                     | 1 – 1                                   | Kwalificatie WK 2010                    |                                         |
| 11.                                     | 18 juni 2008                            | Uruguay – Peru                          | 6 – 0                                   | Kwalificatie WK 2010                    |                                         |
| 12.                                     | 20 augustus 2008                        | Japan – Uruguay                         | 1 – 3                                   | Vriendschappelijk                       |                                         |
| 13.                                     | 6 september 2008                        | Colombia – Uruguay                      | 0 – 1                                   | Kwalificatie WK 2010                    |                                         |
| 14.                                     | 10 september 2008                       | Uruguay – Ecuador                       | 0 – 0                                   | Kwalificatie WK 2010                    |                                         |
| 15.                                     | 11 oktober 2008                         | Argentinië – Uruguay                    | 2 – 1                                   | Kwalificatie WK 2010                    |                                         |
| 16.                                     | 19 november 2008                        | Frankrijk – Uruguay                     | 0 – 0                                   | Vriendschappelijk                       |                                         |
| 17.                                     | 11 februari 2009                        | Libië – Uruguay                         | 2 – 3                                   | Vriendschappelijk                       |                                         |
| 18.                                     | 28 maart 2009                           | Uruguay – Paraguay                      | 2 – 0                                   | Kwalificatie WK 2010                    |                                         |
| 19.                                     | 1 april 2009                            | Chili – Uruguay                         | 0 – 0                                   | Kwalificatie WK 2010                    |                                         |
| 20.                                     | 6 juni 2009                             | Uruguay – Brazilië                      | 0 – 4                                   | Kwalificatie WK 2010                    |                                         |
| 21.                                     | 10 juni 2009                            | Venezuela – Uruguay                     | 2 – 2                                   | Kwalificatie WK 2010                    | 60'                                     |
| 22.                                     | 12 augustus 2009                        | Algerije – Uruguay                      | 1 – 0                                   | Vriendschappelijk                       |                                         |
| 23.                                     | 5 september 2009                        | Peru – Uruguay                          | 1 – 0                                   | Kwalificatie WK 2010                    |                                         |
| 24.                                     | 9 september 2009                        | Uruguay – Colombia                      | 3 – 1                                   | Kwalificatie WK 2010                    | 7'                                      |
| 25.                                     | 10 oktober 2009                         | Ecuador – Uruguay                       | 1 – 2                                   | Kwalificatie WK 2010                    | 69'                                     |
| 26.                                     | 14 oktober 2009                         | Uruguay – Argentinië                    | 0 – 1                                   | Vriendschappelijk                       |                                         |
| 27.                                     | 14 november 2009                        | Costa Rica – Uruguay                    | 0 – 1                                   | Kwalificatie WK 2010                    |                                         |
| 28.                                     | 18 november 2009                        | Uruguay – Costa Rica                    | 1 – 1                                   | Kwalificatie WK 2010                    |                                         |
| 29.                                     | 3 maart 2010                            | Zwitserland – Uruguay                   | 1 – 3                                   | Vriendschappelijk                       | 49'                                     |
| 30.                                     | 26 mei 2010                             | Uruguay – Israël                        | 4 – 1                                   | Vriendschappelijk                       |                                         |
| 31.                                     | 11 juni 2010                            | Uruguay – Frankrijk                     | 0 – 0                                   | WK 2010                                 |                                         |
| 32.                                     | 16 juni 2010                            | Zuid-Afrika – Uruguay                   | 0 – 3                                   | WK 2010                                 |                                         |
| 33.                                     | 22 juni 2010                            | Mexico – Uruguay                        | 0 – 1                                   | WK 2010                                 | 43'                                     |
| 34.                                     | 26 juni 2010                            | Uruguay – Zuid-Korea                    | 2 – 1                                   | WK 2010                                 | 8', 80'                                 |
| 35.                                     | 2 juli 2010                             | Uruguay – Ghana                         | 1 – 1 (4 – 2 n.s.)                      | WK 2010                                 |                                         |
| 36.                                     | 6 juli 2010                             | Uruguay – Duitsland                     | 2 – 3                                   | WK 2010                                 |                                         |
| 37.                                     | 8 oktober 2010                          | Indonesië – Uruguay                     | 1 – 7                                   | Vriendschappelijk                       | 42', 53', 68'                           |
| 38.                                     | 12 oktober 2010                         | China – Uruguay                         | 4 – 0                                   | Vriendschappelijk                       |                                         |
| 39.                                     | 17 november 2010                        | Chili – Uruguay                         | 2 – 0                                   | Vriendschappelijk                       |                                         |
| Als speler bij Liverpool                |                                         |                                         |                                         |                                         |                                         |
| 40.                                     | 29 mei 2011                             | Duitsland – Uruguay                     | 2 – 1                                   | Vriendschappelijk                       |                                         |
| 41.                                     | 8 juni 2011                             | Uruguay – Nederland                     | 1 – 1 (4 – 2 n.s.)                      | Copa Confraternidad                     | 82'                                     |
| 42.                                     | 23 juni 2011                            | Uruguay – Estland                       | 3 – 0                                   | Vriendschappelijk                       |                                         |
| 43.                                     | 4 juli 2011                             | Uruguay – Peru                          | 1 – 1                                   | Copa América                            | 45'                                     |
| 44.                                     | 8 juli 2011                             | Uruguay – Chili                         | 1 – 1                                   | Copa América                            |                                         |
| 45.                                     | 12 juli 2011                            | Uruguay – Mexico                        | 1 – 0                                   | Copa América                            |                                         |
| 46.                                     | 16 juli 2011                            | Argentinië – Uruguay                    | 1 – 1 (4 – 5 n.s.)                      | Copa América                            |                                         |
| 47.                                     | 19 juli 2011                            | Peru – Uruguay                          | 0 – 2                                   | Copa América                            | 52', 58'                                |
| 48.                                     | 24 juli 2011                            | Uruguay – Paraguay                      | 3 – 0                                   | Copa América                            | 11'                                     |
| 49.                                     | 2 september 2011                        | Oekraïne – Uruguay                      | 2 – 3                                   | Vriendschappelijk                       |                                         |
| 50.                                     | 7 oktober 2011                          | Uruguay – Bolivia                       | 4 – 2                                   | Kwalificatie WK 2014                    | 4'                                      |
| 51.                                     | 11 oktober 2011                         | Paraguay – Uruguay                      | 1 – 1                                   | Kwalificatie WK 2014                    |                                         |
| 52.                                     | 11 november 2011                        | Uruguay – Chili                         | 4 – 0                                   | Kwalificatie WK 2014                    | 42', 45', 68', 74'                      |
| 53.                                     | 29 februari 2012                        | Roemenië – Uruguay                      | 1 – 1                                   | Vriendschappelijk                       |                                         |
| 54.                                     | 25 mei 2012                             | Rusland – Uruguay                       | 1 – 1                                   | Vriendschappelijk                       | 48'                                     |
| 55.                                     | 2 juni 2012                             | Uruguay – Venezuela                     | 1 – 1                                   | Kwalificatie WK 2014                    |                                         |
| 56.                                     | 10 juni 2012                            | Uruguay – Peru                          | 4 – 2                                   | Kwalificatie WK 2014                    |                                         |
| 57.                                     | 11 september 2012                       | Uruguay – Ecuador                       | 1 – 1                                   | Kwalificatie WK 2014                    |                                         |
| 58.                                     | 12 oktober 2012                         | Argentinië – Uruguay                    | 3 – 0                                   | Kwalificatie WK 2014                    |                                         |
| 59.                                     | 16 oktober 2012                         | Bolivia – Uruguay                       | 4 – 1                                   | Kwalificatie WK 2014                    | 81'                                     |
| 60.                                     | 14 november 2012                        | Polen – Uruguay                         | 1 – 3                                   | Vriendschappelijk                       | 66'                                     |
| 61.                                     | 6 februari 2013                         | Uruguay – Spanje                        | 1 – 3                                   | Vriendschappelijk                       |                                         |
| 62.                                     | 22 maart 2013                           | Uruguay – Paraguay                      | 1 – 1                                   | Kwalificatie WK 2014                    | 82'                                     |
| 63.                                     | 26 maart 2013                           | Chili – Uruguay                         | 2 – 0                                   | Kwalificatie WK 2014                    |                                         |
| 64.                                     | 5 juni 2013                             | Uruguay – Frankrijk                     | 1 – 0                                   | Vriendschappelijk                       | 50'                                     |
| 65.                                     | 16 juni 2013                            | Spanje – Uruguay                        | 2 – 1                                   | Confederations Cup                      | 88'                                     |
| 66.                                     | 20 juni 2013                            | Nigeria – Uruguay                       | 1 – 2                                   | Confederations Cup                      |                                         |
| 67.                                     | 23 juni 2013                            | Uruguay – Tahiti                        | 8 – 0                                   | Confederations Cup                      | 82', 90'                                |
| 68.                                     | 26 juni 2013                            | Brazilië – Uruguay                      | 2 – 1                                   | Confederations Cup                      |                                         |
| 69.                                     | 30 juni 2013                            | Uruguay – Italië                        | 2 – 2 (2 – 3 n.s.)                      | Confederations Cup                      |                                         |
| 70.                                     | 14 augustus 2013                        | Japan – Uruguay                         | 2 – 4                                   | Vriendschappelijk                       | 52'                                     |
| 71.                                     | 6 september 2013                        | Peru – Uruguay                          | 1 – 2                                   | Kwalificatie WK 2014                    | 42', 66'                                |
| 72.                                     | 10 september 2013                       | Uruguay – Colombia                      | 2 – 0                                   | Kwalificatie WK 2014                    |                                         |
| 73.                                     | 11 oktober 2013                         | Ecuador – Uruguay                       | 1 – 0                                   | Kwalificatie WK 2014                    |                                         |
| 74.                                     | 15 oktober 2013                         | Uruguay – Argentinië                    | 3 – 2                                   | Kwalificatie WK 2014                    | 34'                                     |
| 75.                                     | 13 november 2013                        | Jordanië – Uruguay                      | 0 – 5                                   | Kwalificatie WK 2014                    |                                         |
| 76.                                     | 20 november 2013                        | Uruguay – Jordanië                      | 0 – 0                                   | Kwalificatie WK 2014                    |                                         |
| 77.                                     | 5 maart 2014                            | Oostenrijk – Uruguay                    | 1 – 1                                   | Vriendschappelijk                       |                                         |
| 78.                                     | 19 juni 2014                            | Uruguay – Engeland                      | 2 – 1                                   | WK 2014                                 | 39', 85'                                |
| 79.                                     | 24 juni 2014                            | Uruguay – Italië                        | 1 – 0                                   | WK 2014                                 |                                         |
| Als speler bij FC Barcelona             |                                         |                                         |                                         |                                         |                                         |
| 80.                                     | 10 oktober 2014                         | Saoedi-Arabië – Uruguay                 | 1 – 1                                   | Vriendschappelijk                       |                                         |
| 81.                                     | 13 oktober 2014                         | Oman – Uruguay                          | 0 – 3                                   | Vriendschappelijk                       | 57', 67'                                |
| 82.                                     | 13 november 2014                        | Uruguay – Costa Rica                    | 3 – 3                                   | Vriendschappelijk                       | 50'                                     |
| 83.                                     | 25 maart 2016                           | Brazilië – Uruguay                      | 2 – 2                                   | Kwalificatie WK 2018                    | 48'                                     |
| 84.                                     | 29 maart 2016                           | Uruguay – Peru                          | 1 – 0                                   | Kwalificatie WK 2018                    |                                         |

Bijgewerkt t/m 29 maart 2016

## Erelijst
| Competitie            |          |                                    |          |          |
| Competitie            | Aantal   | Jaren                              |          |          |
| Nacional              | Nacional | Nacional                           | Nacional | Nacional |
| --------------------- | -------- | ---------------------------------- | -------- | -------- |
| Primera División      | 2x       | 2005/06, 2022                      |          |          |
| Torneo Clausura       | 2x       | 2005/06, 2022                      |          |          |
| Ajax                  |          |                                    |          |          |
|                       |          |                                    |          |          |
| KNVB beker            | 1x       | 2009/10                            |          |          |
| Liverpool             |          |                                    |          |          |
| Football League Cup   | 1x       | 2011/12                            |          |          |
| FC Barcelona          |          |                                    |          |          |
| FIFA Club World Cup   | 1x       | 2015                               |          |          |
| UEFA Champions League | 1x       | 2014/15                            |          |          |
| UEFA Super Cup        | 1x       | 2015                               |          |          |
| Primera División      | 4x       | 2014/15, 2015/16, 2017/18, 2018/19 |          |          |
| Copa del Rey          | 4x       | 2014/15, 2015/16, 2016/17, 2017/18 |          |          |
| Supercopa de España   | 2x       | 2016, 2018                         |          |          |
| Atlético Madrid       |          |                                    |          |          |
| Primera División      | 1x       | 2020/21                            |          |          |
| Grêmio                |          |                                    |          |          |
| Recopa Gaúcha         | 1x       | 2023                               |          |          |
| Campeonato Gaúcho     | 1x       | 2023                               |          |          |
| Uruguay               |          |                                    |          |          |
| CONMEBOL Copa América | 1x       | 2011                               |          |          |

Individueel
| Nederland                              |      |                           |
| Nederlands Gouden Schoen               | 1x   | 2010                      |
| Nederlands topscorer                   | 1x   | 2010                      |
| Topscorer KNVB Beker                   | 1x   | 2009/10                   |
| Ajacied van het Jaar                   | 2x   | 2009, 2010                |
| Ajax club van honderd                  | 159W | 2007-2010                 |
| Engeland                               |      |                           |
| Golden Boot Landmark Award 10          | 1x   | 2012/13                   |
| Golden Boot Landmark Award 20          | 2x   | 2012/13, 2013/14          |
| Golden Boot Landmark Award 30          | 1x   | 2013/14                   |
| Premier League Golden Boot             | 1x   | 2013/14                   |
| Premier League Speler van de Maand     | 2x   | december 2013, maart 2014 |
| PFA Premier League-elftal van het Jaar | 2x   | 2012/13, 2013/14          |
| PFA Spelers Speler van het Jaar        | 1x   | 2013/14                   |
| FWA Voetballer van het Jaar            | 1x   | 2013/14                   |
| Barclays Speler van het Jaar           | 1x   | 2013/14                   |
| FSF Speler van het Jaar                | 1x   | 2013/14                   |
| Liverpool FC Speler van het Jaar       | 2x   | 2012/13, 2013/14          |
| Europees topscorer Gouden Schoen       | 1x   | 2013/14                   |
| Spanje                                 |      |                           |
| Primera Division topscorer             | 1x   | 2015/16                   |
| Europees topscorer Gouden Schoen       | 1x   | 2015/16                   |
| UEFA - FIFA award                      |      |                           |
| FIFA Ballon d'Or 2011                  |      | 6de plaats                |
| Uruguay                                |      |                           |
| Most Valuable Player Copa América      | 1x   | 2011                      |
| Topschutter WK-kwalificatie (CONMEBOL) | 1x   | WK 2014                   |

Records
- Meest scorende buitenlander in één Eredivisie-seizoen (samen met Mateja Kežman): 35 doelpunten (2009/10)
- Mede recordhouder aantal doelpunten FIFA Club World Cup: 5

## Persoonlijk leven
Suárez trouwde op 16 maart 2009 in Amsterdam met zijn jeugdliefde Sofia Balbi, die hij als tiener leerde kennen. Met haar heeft hij drie kinderen.